# カンクエン
カンクエン（Cancuén）は、グアテマラ、ペテン県南端の古代マヤ遺跡。パシオン川渓谷にあり、グアテマラの低地と高地を結ぶ交易の要地だった。
カンクエンには神殿ピラミッドが存在せず、長い間評価の低い遺跡だったが、2000年以降にその重要性が認識された。

## 遺跡
カンクエンはテオベルト・マーラーによって1905年に発見されたが、さして重要な遺跡とは考えられていなかった。1960年代にハーバード大学の大学院生が訪れて、宮殿の存在を報告したが、その規模は過小評価されていた。
アーサー・デマレストの率いる調査隊は1990年代にドス・ピラスなどペテシュバトゥン地域の発掘を行った。その中にドス・ピラスの王子とカンクエンの王女の結婚を記した碑文があり、カンクエンの重要性が認識されるようになった。ヴァンダービルト大学、グアテマラ文化省、ナショナルジオグラフィック協会などの支援を受け、アーサー・デマレストとトマス・バリエントス・ケサダの率いるグアテマラとアメリカ合衆国の共同調査隊が1999年からカンクエンの発掘を行った。
調査隊は2000年に8世紀の巨大な宮殿を発見した。宮殿は765年から790年の間にタフ・チャン・アフク王によって建てられた。この宮殿は従来小さな建造物と考えられていたが、宮殿の本体は地下に埋まっていて、発掘の結果170の部屋を持つ古代マヤで最大の宮殿であることが判明した。一帯を支配していたドス・ピラスが761年に滅亡したため、支配下にあったカンクエンなどの諸都市がふたたび繁栄するようになったと考えられている。
カンクエンは、ヒスイなどの高地マヤの産物を運ぶための重要な拠点であり、カラクムルからラ・コロナ、エル・ペルー、セイバルを経てカンクエンに至る南北交易路が存在したと考えられている。
2005年には支配者層が大量虐殺され、宮殿の入口近くの貯水池に投げこまれているのが発見された。800年ごろに攻撃を受けて殺害されたと考えられている。また石碑の王族の顔はすべて削り取られた。